# Claudiu Petrila
Claudiu Adrian Mihai Petrila (Sânnicolau Român, 7 novembre 2000) è un calciatore rumeno, centrocampista del Rapid Bucarest.

## Caratteristiche tecniche
È un esterno d'attacco, in grado di agire da trequartista.

## Carriera

### Club
All'età di 16 anni entra nel settore giovanile del CFR Cluj. Esordisce in prima squadra l'8 dicembre 2018 contro il Gaz Metan Mediaș (2-2), subentrando nella ripresa al posto di George Țucudean. A fine stagione vince il campionato, il quinto nella storia del CFR Cluj. Il 5 ottobre 2020 passa in prestito al Sepsi.
Terminato il prestito rientra al CFR Cluj. Il 6 luglio 2021 esordisce nelle competizioni europee contro il Borac Banja Luka, incontro preliminare valido per l'accesso alla fase a gironi di UEFA Champions League, sostituendo Adrian Păun al 67'.

### Nazionale
Esordisce in nazionale il 17 novembre 2022 contro la Slovenia in amichevole, subentrando al 73' al posto di Denis Drăguș.

## Statistiche

### Presenze e reti nei club
Statistiche aggiornate al 2 luglio 2025.
| Stagione        | Squadra         | Campionato      | Campionato | Campionato | Coppe nazionali | Coppe nazionali | Coppe nazionali | Coppe continentali | Coppe continentali | Coppe continentali | Altre coppe | Altre coppe | Altre coppe | Totale | Totale | Totale |
| Stagione        | Squadra         | Comp            | Pres       | Reti       | Comp            | Pres            | Reti            | Comp               | Pres               | Reti               | Comp        | Pres        | Reti        | Pres   | Reti   |        |
| --------------- | --------------- | --------------- | ---------- | ---------- | --------------- | --------------- | --------------- | ------------------ | ------------------ | ------------------ | ----------- | ----------- | ----------- | ------ | ------ | ------ |
| 2018-2019       | CFR Cluj        | L1              | 4+1        | 0          | CR              | 1               | 0               | UCL+UEL            | 0                  | 0                  | -           | -           | -           | 6      | 0      |        |
| 2019-2020       | CFR Cluj        | L1              | 11+4       | 0          | CR              | 1               | 0               | UCL+UEL            | 0                  | 0                  | SR          | 1           | 0           | 17     | 0      |        |
| ott. 2020       | CFR Cluj        | L1              | 6          | 1          | CR              | 0               | 0               | UCL+UEL            | 0                  | 0                  | SR          | 0           | 0           | 6      | 1      |        |
| ott. 2020-2021  | Sepsi           | L1              | 17+8       | 2+3        | CR              | 1               | 0               | -                  | -                  | -                  | -           | -           | -           | 27     | 5      |        |
| 2021-2022       | CFR Cluj        | L1              | 22+9       | 6+3        | CR              | 0               | 0               | UCL+UEL+UECL       | 3+2+4              | 0+0+1              | SR          | 1           | 0           | 41     | 10     |        |
| 2022-2023       | CFR Cluj        | L1              | 28+11      | 2+1        | CR              | 3               | 0               | UCL+UECL           | 2+13               | 1+0                | SR          | 1           | 0           | 58     | 4      |        |
| Totale CFR Cluj | Totale CFR Cluj | Totale CFR Cluj | 71+25      | 9+4        |                 | 5               | 0               |                    | 24                 | 2                  |             | 3           | 0           | 136    | 13     |        |
| 2023-2024       | Rapid Bucarest  | L1              | 18+10      | 4+2        | CR              | 1               | 0               |                    | -                  | -                  |             | -           | -           | 29     | 6      |        |
| 2024-2025       | Rapid Bucarest  | L1              | 26+9       | 7+1        | CR              | 2               | 0               |                    | -                  | -                  |             | -           | -           | 37     | 8      |        |
| 2025-2026       | Rapid Bucarest  | L1              | -          | -          | CR              | -               | -               | -                  | -                  | -                  | -           | -           | -           | -      | -      |        |
| Totale carriera | Totale carriera | Totale carriera | 184        | 32         |                 | 9               | 0               |                    | 24                 | 2                  |             | 3           | 0           | 220    | 34     |        |

### Cronologia presenze e reti in nazionale
| Cronologia completa delle presenze e delle reti in nazionale ― Romania | Cronologia completa delle presenze e delle reti in nazionale ― Romania | Cronologia completa delle presenze e delle reti in nazionale ― Romania | Cronologia completa delle presenze e delle reti in nazionale ― Romania | Cronologia completa delle presenze e delle reti in nazionale ― Romania | Cronologia completa delle presenze e delle reti in nazionale ― Romania | Cronologia completa delle presenze e delle reti in nazionale ― Romania | Cronologia completa delle presenze e delle reti in nazionale ― Romania |
| Data                                                                   | Città                                                                  | In casa                                                                | Risultato                                                              | Ospiti                                                                 | Competizione                                                           | Reti                                                                   | Note                                                                   |
| ---------------------------------------------------------------------- | ---------------------------------------------------------------------- | ---------------------------------------------------------------------- | ---------------------------------------------------------------------- | ---------------------------------------------------------------------- | ---------------------------------------------------------------------- | ---------------------------------------------------------------------- | ---------------------------------------------------------------------- |
| 17-11-2022                                                             | Cluj-Napoca                                                            | Romania                                                                | 1 – 2                                                                  | Slovenia                                                               | Amichevole                                                             | -                                                                      | 73’                                                                    |
| Totale                                                                 |                                                                        | Presenze                                                               | 1                                                                      |                                                                        | Reti                                                                   | 0                                                                      |                                                                        |

## Palmarès

### Club

#### Competizioni nazionali
- Campionato rumeno: 3

CFR Cluj: 2018-2019, 2019-2020, 2021-2022